# Oświecenie (religie Wschodu)

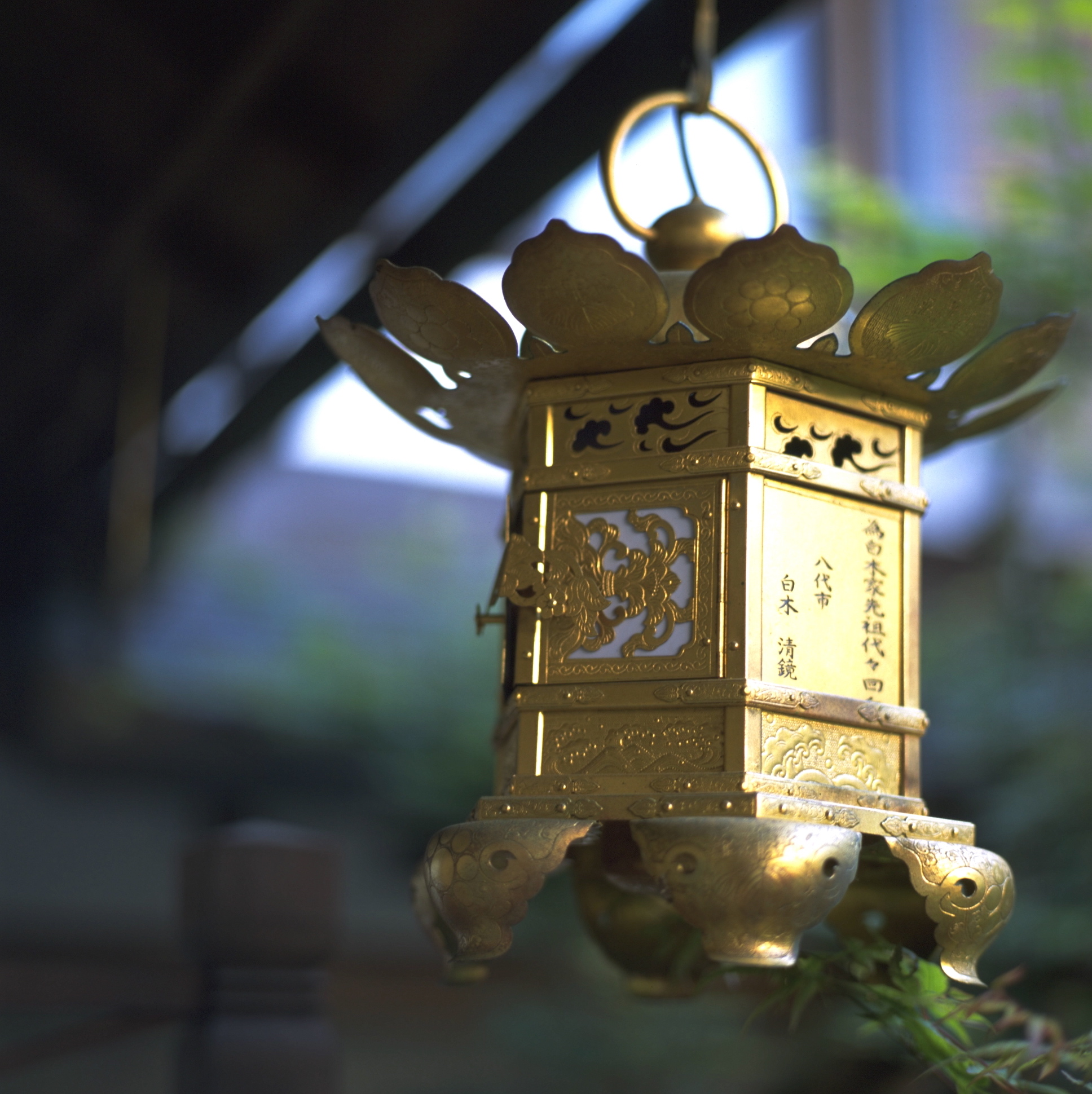
Latarnia przy japońskiej świątyni zen

Oświecenie (albo samourzeczywistnienie, samorealizacja, bodhi skr. बोधि, poch. od rdzenia budh „wiedzieć”, w stronie biernej „być przebudzonym”) – stan (lub raczej cały szereg stanów), jaki według większości religii i filozofii Wschodu (buddyzm, hinduizm, dżinizm, taoizm), czasami lub trwale realizuje się po długotrwałej praktyce medytacyjnej, albo z nagła (spór gradualizmu z subityzmem). Poszczególne religie, a nawet konkretne szkoły i nauczyciele, różnią się poglądami na temat szczegółowych rodzajów, stopni i właściwości oświecenia. Może się to wiązać z dużą subiektywnością samego doznania.

## Występowanie w różnych systemach religijnych i filozoficznych
Wszystkie wspomniane filozofie i religie Wschodu sprowadzają się na podstawowym poziomie do roli przewodnika ludzi na ich drodze do oświecenia. Jest ono centralnym pojęciem tych systemów.
Bardzo podobne doznania opisują także mistycy chrześcijańscy (np. św. Jan od Krzyża i św. Teresa z Ávili), żydowscy (tzw. kabalistyczne drzewo życia, uważane za opis etapów drogi do oświecenia) oraz islamscy (stany osiągane przez tańczących derwiszów, znane w sufizmie zjednoczenie z Allahem). Przypomina to również poglądy starożytnych greckich sceptyków i stoików (zob. ataraksja, apatheia, afazja, epoché)

## Osobiste doświadczenia
Nie da się zrozumieć cudzego psychicznego doświadczenia badając je i klasyfikując jego efekty, tak jak nie da się odczuć smaku jakiegoś owocu podając jego skład chemiczny i działanie na organizm. Nieco bliższe (choć wciąż niewystarczające) są opisy oświecenia, dokonane przez ludzi, którzy twierdzą, że go doświadczyli. W związku z tym poniżej zamieszczonych zostało kilka tego rodzaju wypowiedzi z książek wymienionych w bibliografii i przypisach.
„Gdy wczoraj szłam ulicą, nagle narodził się cały wszechświat. Mój racjonalny umysł został wystrychnięty na skamlącego, diabelskiego głupka, takiego jak Jagon na końcu Otella. Jakże to może być, że ja jestem wszechświatem (...) Byłam wstrząśnięta. Wszyscy ludzie i wszystkie rzeczy, które były dla mnie taką zagadką, nagle stały się moimi dawno zagubionymi dziećmi. Łzy radości i zdumienia napływają na każdy dźwięk i widok – dzwonienie filiżanki, gdy łyżeczka lekko dotyka jej ścianki podczas mieszania cukru, moje dłonie, gdy składają papiery, które mają być razem spięte, czerwony pomidor.” (Pani Margaret; z: [5])
„Pustka, która nie jest pusta, z której płyną dźwięki, barwy, uczucia i myśli. (...) Ja i pustka zlaliśmy się w jedno – Pustka może też nazwać się pełnią. (...) U celu, w domu, niczego nie brak. Śmiech, ale nie śmiech z czegoś, po prostu śmiech. – Szczęście, ale nie bycie szczęśliwym z czegoś. Bezgraniczna miłość, ale nie »ja kocham ciebie«. Paradoksalnie nie ma ani miłości, ani nienawiści, ani życia, ani śmierci, ani ty, ani ja, żadnych granic, przestrzeni, czasu. – Lekkość, oczywistość i wolność”.
„Słyszy się, nie szukając, bierze się, nie pytając, kto daje; myśl wystrzela jak błyskawica, z koniecznością, w formie bez wahania – nie miałem nigdy wyboru. Zachwyt, którego napięcie wyzwalało się niekiedy w strumieniu łez(...) głębia szczęścia, w którym to, co najboleśniejsze i najposępniejsze, nie działa jako przeciwieństwo, lecz jako coś uwarunkowanego, wywołanego, jako konieczna barwa wśród takiego nadmiaru światła” (z: Friedrich Nietzsche „Ecce Homo”, cytowane za: )
„Ding, dong! Zegar bije. Jest tylko to! Jest tylko to! Nie ma tu żadnego myślenia. Doprawdy, świat się przemienił. Ale w jaki sposób? Starożytni mówili, że oświecony umysł podobny jest do pływającej ryby. Właśnie tak jest – nie ma żadnego zastoju. Nie napotykam żadnej przeszkody. Wszystko płynie gładko i swobodnie. Wszystko toczy się naturalnie. Ta bezgraniczna wolność jest poza wszelkimi słowami. Jaki cudowny świat!” (Pan K.Y; z: [4])
„Po oświeceniu nic mnie już nie trwoży. Teraz jestem już zjednoczony ze wszystkim, co czynię. Rzeczy przyjemne przyjmuję jako w pełni przyjemne, a przykre jako całkowicie przykre, po czym o doznaniach tych natychmiast zapominam.” (Pan K.T.; z: [4])
„Szłam głębiej i głębiej... Mój uchwyt został wyszarpnięty i zawirowałam... Do środka ziemi! Do środka kosmosu! Do Środka. Byłam tam. Wraz z dźwiękiem małego dzwonka inkin nagle poznałam. (...)
Kilka tygodni później:
Czuję się czysta. Czuję się wolna. Czuję się gotowa przeżywać każdy dzień z ochotą, z wyboru! Cieszę się z każdej chwili, bo jest przygodą. Czuję, jakbym się dopiero co obudziła z niespokojnego, chaotycznego snu. Wszystko wygląda inaczej! Świat nie ciąży mi już na plecach. Jest pod moim paskiem. Fiknęłam koziołka i połknęłam go. Nie jestem już niespokojna. Nareszcie mam to czego chcę.” (Pani L.T.S.; z: [4])
„Najmniejsza zmiana pogody, delikatny deszczyk czy też łagodny powiew dotyka mnie jako cud – cóż mogę powiedzieć? – cud o wspaniałości, pięknie i dobroci nieporównywalnych do niczego. Nie ma nic do zrobienia: samo istnienie jest najdonioślejszym, całkowitym działaniem.” (Pani D.K.; z: [4])

## Poglądy poszczególnych szkół na oświecenie
Szczegółowa klasyfikacja etapów oświecenia nie ma większego sensu, gdyż chociaż postępy na tej drodze osiąga się skokowo, to jednak te skoki bywają różne u różnych ludzi, trudno więc mówić o jakichś kolejnych poziomach. Mimo to w obrębie każdej ze wschodnich tradycji podejmowane były wielokrotnie próby dokonania jakiegoś podziału. Trzeba jednak pamiętać, że na ogół ich autorami (podobnie jak tego artykułu) byli ludzie, którzy osobiście pełnego oświecenia nie doświadczyli. Ci ostatni bowiem uważają racjonalne analizowanie oświecenia za równie niepraktyczne, jak racjonalne analizowanie dowcipów – to tylko psuje kawał, a poczucia humoru i tak w ten sposób nikt sobie nie wyrobi, co najwyżej zepsuje. Rzeczywiście, nadmierne przywiązanie do racjonalnego myślenia przeszkadza zarówno w poczuciu humoru, jak i w osiągnięciu oświecenia.
Na drodze do oświecenia zdarzają się też ślepe zaułki, takie jak na przykład tzw. jaskinia szatana, nazwana tak w zen. Jest to ekstatyczny stan przyjemnego uniesienia, który często mylony jest z oświeceniem i przez który bardzo trudno jest przebić się do dalszej praktyki – któż chciałby rezygnować z takiego szczęścia. Bywa też odwrotnie – zdarzają się ludzie, którzy osiągnęli oświecenie przypadkiem, jednak nie wiedzieli, że tak się ono nazywa.

### Buddyzm
Buddyzm wyróżnia wyzwolenie i całkowite oświecenie. Wyzwolenie należy rozumieć jako stan wolności od cierpienia (dukkha) związanego z uwarunkowaną splamieniami karmą, a całkowite oświecenie należy rozumieć jako stan wyzwolenia od cierpienia oraz całkowitego usunięcia wszystkich zasłon niewiedzy poprzez całkowite nagromadzenie zasługi i mądrości (natury rzeczywistości Siunjata), tj. osiągnięcie Trzech Ciał Buddy. Według nauk Buddy do wyzwolenia oraz oświecenia prowadzi ośmioraka ścieżka.
W buddyzmie, w tym także w zen, używa się słowa „oświecony” czasem w sensie „istota dzieląca Prawdziwą Naturę z całym wszechświatem”, a czasem „ktoś, kto doświadczył bezpośrednio tego faktu”. W tym pierwszym sensie każdy jest oświecony, co najwyżej nie rozpoznał jeszcze swej Prawdziwej Natury, można też mówić, że „nawet trawy są oświecone”.
Niektóre szkoły buddyjskie (np. buddyzm tybetański) uważają, że oświecona istota posiada cudowne zdolności (siddhi). Inne szkoły (np. zen) są tu znacznie bardziej krytyczne i albo twierdzą, iż nic takiego nie ma miejsca, albo, że owszem, przypadki wyzwolenia sił parapsychicznych w trakcie medytacji zdarzają się i są niepożądanymi skutkami ubocznymi (tzw. jap. makyō), które nie mają nic wspólnego z oświeceniem i jedynie odwracają uwagę od właściwej ścieżki.
Z oświeceniem w buddyzmie związane jest pojęcie nirwany. Nirwana jest stanem wyzwolenia z koła wcieleń (sansary), czyli uniknięcia kolejnego wcielenia po śmierci. Jest ona uważana za identyczną oświeceniu. Czasem dla nirwany Buddy rezerwuje się słowo parinirwana.
Buddyzm therawady uważa, że osiągnięcie pełnego oświecenia jest bardzo rzadkie (raz na ok. 2000 lat). Buddyzm mahajany uważa, że jest ono znacznie częstsze. Buddyzm zen uważa, że każdy może osiągnąć oświecenie w ciągu swego życia.
Buddyzm zaleca medytację jako jeden z ośmiu składników drogi do oświecenia. Szczegóły medytacji zależą od poszczególnych szkół, a nawet nauczycieli.
W buddyzmie (w tym w zen) uważa się, że oświecenia nie da się celowo osiągnąć. Nie można do niego nawet dążyć, bo wtedy człowiek przywiązując się do idei oświecenia, oddala się od czystego widzenia świata i właśnie od tego oświecenia, do którego dąży. Można jednak uspokoić umysł poprzez medytację, co jest warunkiem wstępnym. Oświecenie może wówczas (choć nie musi) nadejść, o ile uda nam się nie przywiązać do jego idei.
Na pamiątkę oświecenia (parinirwany) Buddy obchodzone jest 8 grudnia święto. Również jeden z trzech dni święta Wesak (Visakha Puja), wypadającego na ogół w maju, jest poświęcony oświeceniu Buddy.

#### Zen (Chan)

Kanji: satori

Zen, będący jedną ze szkół buddyjskich, także na ogół rozróżnia dwa główne poziomy oświecenia: chiń. jianxing (見性 'wgląd we własną naturę’) (jap. kenshō) i wu (悟 ‘osiągnąć wewnętrzne przeświadczenie’, ‘pojąć’, 'zrozumieć') (jap. go lub satori). Zwykle uważa się, że jianxing (jap. kenshō) to pierwszy, krótkotrwały wgląd w prawdziwą naturę umysłu, podczas gdy wu (satori) to trwały z nią kontakt. Niektórzy utożsamiają też jianxing z buddyjskim wyzwoleniem a wu z pełnym oświeceniem. Aby osiągnąć jianxing należy najpierw stopniowo oczyścić umysł z wszelkich wyobrażeń przy pomocy medytacji. Jest to warunek konieczny, ale niewystarczający. Samego oświecenia nie da się osiągnąć stopniowo, na końcu trzeba wykonać wielki skok.
Dokładniej dzieli się całą drogę do pełnego oświecenia na 10 etapów (słynne 10 obrazów pasterskich, patrz Linki zewnętrzne poniżej). Według zen po osiągnięciu pierwszego, krótkiego stanu oświecenia jianxing w toku dalszej praktyki następuje stałe pogłębianie kontaktu ze swą prawdziwą naturą, w trakcie którego zdarzają się coraz częstsze chwile osiągania oświecenia. W pewnym momencie praktyki oświecenie „wybucha” z podświadomości dając trwały pozytywny efekt wu.
Mistrz chan Dongshan Liangjie (jap. Tōzan Ryōkan) wyróżnił pięć stopni oświecenia:
1. zhengzhongpian (absolutne we względnym) – świat zjawisk dominuje, lecz jest postrzegany jako wymiar absolutu.
2. pianzhongzheng (względne w absolutnym) – aspekt niezróżnicowania wybija się na czoło, zróżnicowanie cofa się w tło.
3. zhengzhonglai (odchodzenie od względnego) – nie pozostaje już nic ze świadomości ciała i umysłu – obydwa odpadają całkowicie.
4. pianzhongzhi (nadejście wzajemnej integracji) – człowiek zaczyna czuć się częścią świata, w którym każdy przedmiot jest postrzegany jako całkowicie unikatowy i oryginalny. „Ten ptak to Ptak, to PTAK!” Ten poziom jest niemal nieodróżnialny od następnego.
5. pianzhongdao (osiągnięta jedność) – pustka i kształt w takim stopniu przenikają się wzajemnie, że nie ma już świadomości żadnego z nich. Wyobrażenia o oświeceniu całkowicie znikają. Jest to stan wewnętrznej wolności.

Według rōshiego zen Dennisa Genpo Merzela, oświecenie to całościowa zmiana świadomości, polegająca na przejściu od dualnego widzenia świata (czyli poprzez pryzmat oddzielenia) do świadomości pozbawionej złudzenia dualizmu (podziału na „ja” i „nie-ja”). Podział szkół zen na ścieżkę natychmiastowego oświecenia i ścieżkę stopniowego oświecenia jest – według niego – podziałem pozornym, bo w rzeczywistości obie te drogi są nierozdzielne. Zawsze praktykować trzeba stopniowo, a przebudzenia doświadcza się nagle.
Zen wypracował własną odmianę medytacji zwaną zuochan (dosłownie „siedzenie w medytacji”) (jap. zazen).

#### Buddyzm tybetański
W buddyzmie tybetańskim kładzie się nacisk na metody wadżrajany do bezpośredniego doświadczenia natury rzeczywistości, na temat której tylko „wnioskuje się” (według tzw. prawomocnego poznawania, sanskryt. pramana, ang. logic/valid cognition) za pomocą teorii buddyjskich, takich jak madhjamaka. Istnieje osiem wielkich systemów praktyk buddyzmu tybetańskiego posiadające owe doświadczalne metody. Systemy owe zawierają różnorodne praktyki tantr jogi najwyższej oraz dzogczen.
Tantry Jogi Najwyższej to praktyki, które umożliwiają pod koniec życia praktykującemu przebywanie w stanie umysłu zwanym „Przejrzyste Światło”. Wpływa on przez to na swój naturalny proces umierania w ten sposób, że po śmierci manifestuje w stanie przejściowym Bardo tantryczne „Iluzoryczne Ciało”, a po stanie przejściowym Bardo wybiera kolejne odrodzenie jako „Ciało Emanacji” (Tulku, transliteracja Wyliego. sprul sku) dla pożytku czujących istot w kolejnym życiu, kiedy będzie ich mistrzem duchowym. Odpowiada to osiągnięciu Trzech Ciał Buddy według Mahajany, odpowiednio Dharmakaji, Sambhogakaji i Nirmanakaji.
Zgodnie z procesem reinkarnacji według dwunastu ogniw współzależnego powstawania, każda czująca istota zanim narodzi się w świecie cierpień samsary musi najpierw ulec niewiedzy w czasie śmierci poprzedniego życia oraz w czasie stanu pośredniego bardo przed narodzinami. Według dzogczen ta niewiedza to marigpa – brak wyzwolenia, która uniemożliwia rozpoznanie pierwotnej czystości (Wyl. Ka-dak) w czasie śmierci lub nie rozpoznanie spontanicznego urzeczywistnienia (Wyl. Lhun-Grub) zjawisk w czasie stanu bardo dharmaty (Wyl. Chos-nyid Bar-do); chodzi o pierwszy, świetlisty stan bardo pomiędzy śmiercią a następnym odrodzeniem. Dopiero po owych nierozpoznaniach manifestuje się stopniowo Umysł (Wyl. Sems), który zaczyna doświadczać zjawisk jako dualistycznie oddzielonych od niego i w wyniku tego następuje przekształcenie się zjawisk w samsaryczne formy pięciu żywiołów (przestrzeni, wiatru, ognia, wody, ziemi) w czasie drugiego stanu przejściowego bardo (Wyl. Sidpai bardo), aż do odrodzenia po stanie bardo w świecie, a po odrodzeniu życie w świecie cierpień, dualności i konceptualności, kiedy aktywny jest Umysł.
W praktyce dzogczen: „punktem wyjścia jest inicjacja w stan rigpy zwana rigpé tsal wang, poglądem jest bycie obecnym w tym stanie, gdzie trzy kaje są nierozdzielne, medytacją jest rozpoznanie pierwotnej czystości (Wyl. Ka-dak) poprzez „przedarcie się” (Wyl. Khregs chod) poza Umysł (Wyl. Sems) poprzez praktykę tregczo oraz rozpoznanie spontanicznego urzeczywistnienia (Wyl. Lhun-Grub) zjawisk poprzez praktyke thogal, właściwym (etycznym) prowadzeniem się jest bycie poza nadzieją i strachem, utrzymywaniem i porzucaniem, rezultatem jest stan Samantabhadry, pierwotnego buddy”.

### Dźinizm
Dźinizm, powstały prawie równocześnie z buddyzmem, zaleca ascezę jako drogę do mokszy (oświecenia). Moksza jest w dźinizmie równoważna z nirwaną.
Droga do tego celu wiedzie poprzez „trzy klejnoty”, czyli:
- należyte spojrzenie
- należyte poznanie
- należyte postępowanie (co oznacza powstrzymywanie się od zadawania cierpienia, kłamstwa, kradzieży, cudzołóstwa, posiadania nadmiaru rzeczy)

### Taoizm
Taoizm mówi o harmonii z dao, która przejawia się w wu wei (działaniu bez wysiłku). Taoizm nie wspomina wprost o oświeceniu, jednak opisy mędrca taoistycznego przypominają opisy arhata z theravady, a wu wei przypomina jedność z wszechświatem znaną z buddyjskiego oświecenia.
Z taoizmem i konfucjanizmem związany jest system medytacyjny zwany taijiquan.

### Hinduizm

OM – zapis sylaby będącej symbolem hinduizmu. Kropka na górze symbolizuje oświecenie od którego człowieka odcina iluzja

W hinduizmie istnieje pojęcie mokszy (skt. मोक्ष) będące odpowiednikiem oświecenia. Możliwe jest do osiągnięcia różnymi sposobami, m.in.: poprzez medytację lub bhakti (akt całkowitego oddania się Bogu).

#### Wedanta
Wedanta mówi, że każdy człowiek posiada duszę (atmana), która jest częścią Boga (Brahmana). Oświecenie polega na stopniowym dostrzeganiu przez atmana tego związku, co pociąga za sobą określone skutki w zależności od wyznawanej filozofii. W przypadku impersonalizmu czy woidyzmu będzie to rozpłynięcie się w Brahmanie, natomiast w przypadku personalizmu podjęcie służby dla Boga.

#### Joga
Joga, patrząc z punktu najważniejszych dzieł źródłowych, jak Jogasutry, pokazuje spójny, kilkuetapowy proces osiągania oświecenia (samadhi). Zwykle wyróżnia się cztery coraz wyższe stadia oświeconego istnienia, odznaczające się wzrostem mądrości, cudownych mocy siddhi oraz innymi oznakami. Omawia się siedem głównych typowych sposobów docierania do oświecenia, jakby siedem nurtów, sposobów czy promieni oświecania. Końcowym etapem, niejako celem najwyższym jest kaiwalja (kaivalya), wyzwolenie polegające na pozbyciu się karmana, uwarunkowań, a w konsekwencji wyzwolenie od konieczności wcielania w materialnym świecie. Kaiwalja jest wyzwoleniem od kołowrotu wcieleń, ustaniem łańcucha przyczyn i skutków zmuszającego jaźń, duszę do powrotu w świat materialny. Z praktycznego punktu widzenia istotne są jednak początkowe etapy, od których zaczyna się droga oświeconego życia, sposób prowadzenia ucznia przez mistrza musi zmieniać się, po osiągnięciu przez niego kolejnych stadiów rozwoju. Cztery etapy oświecenia ujmowane są w następujące grupy:
- I. Sabidźa oraz Nirbidźa Samadhi (Rtambhara Pradźńa) – zalążkowe i bezzalążkowe zatopienie w najwyższym Świetle Oświecenia, w Mądrości praw i zasad duchowych (Rta).
- II. Kleśatanukarana-Samadhi (Saptadha-Pradźńa) – Oświecenie usuwające przyczyny cierpienia, dające siedmiopoziomowe, szczegółowe pojmowanie prawdy, prawdziwej wiedzy, mądrości.
- III. Pradźńa-Alokah Samadhi (Viveka-Pradźńa) – Światło poznania prawdy, mądrość rozróżniająca Sat od Asat, odróżniająca to co pochodzi z Rzeczywistości i Prawdy od tego co pochodzi z iluzji i fałszu.
- IV. Dharma-Megha-Samadhi (Kaiwaljam) – Oświecenie Chmurą Dharmy, Obłok. Boskich Cech; Wyzwolenie

### Islam
W tradycji sufizmu występuje pojęcie fanâ' / fanaa (arab. فناء), oznaczające usunięcie „ja” przy jednoczesnym pozostawaniu żywym. Ludzie osiągający ten stan uważani są za zjednoczonych z Allahem.
Fanaa może być osiągnięta przez ciągłą medytację i kontemplację cech Boga, życie z Bogiem, przez Boga, w Bogu i dla Boga. Życie takie zwane jest baqaa (nieustanność). Istnieją trzy aspekty baqaa: działania, cech i esencji.
Wyróżniane są też cztery poziomy fanaa:
1. Faná -fi-Shaikh – anihilacja na planie astralnym
2. Faná-fi-Rasul – anihilacja na planie duchowym
3. Faná-fi-Allah – anihilacja w Absolucie
4. Baqaa-bi-Allah – anihilacja w wiecznej świadomości

## Częste nieporozumienia
Mówi się, że oświecenie uwalnia DO bólu, a nie OD bólu. Pozwala bowiem widzieć świat taki, jakim on jest, wraz z całym cierpieniem w nim zawartym i mimo to prowadzić w takim świecie wrażliwe, pełne i radosne życie. Uwolnienie od bólu byłoby zafałszowaniem obrazu świata. Cierpienie jest wciąż obecne, ale tylko w odniesieniu do teraźniejszości, błyskawicznie więc zanika wraz ze zmianą chwilowych okoliczności.
Oświecenie nie jest też stanem wszechwiedzy, nie powoduje zaniku aktywności (wręcz przeciwnie), zaniku myśli, ani uczuć. Jeśli jednak rozumieć wszechwiedzę jako znajomość ostatecznej natury zjawisk (a nie całości zdarzeń, które są przez zjawiska kształtowane), można ten stan uznać za rodzaj takiej wszechwiedzy.
Oświecenia nie da się uzyskać metodami farmakologicznymi i używając narkotyków. Środki takie mogą dać zbliżone odczucia emocjonalne, ale nie dają wglądu, nie oczyszczają obrazu świata. „Nieprzywiązywanie się”, charakterystyczne dla oświecenia stoi w jawnym kontraście do uzależnienia od niektórych narkotyków.
Częste nieporozumienia dotyczą odpowiedzi na pytania stawiane rozmaitym guru, lamom i mistrzom zen typu „Czy jesteś oświecony?”.
Jeśli ktoś taki odpowie wprost „tak, jestem oświecony”, to zapewne wcale nie jest. Odpowiedź taka jest bowiem sprzeczna wewnętrznie, a co najmniej nieścisła – człowiek w pełni oświecony nie czyni bowiem rozróżnień ja-inni, nie powie więc raczej „ja jestem oświecony”. Nie powie też oczywiście „ja nie jestem oświecony”. Oświecony nie odpowie nic.
Często popełnianym błędem jest myślenie, że oświecenie samo z siebie uwalnia oświeconego od jego osobowych wad i przypadłości, takich jak uzależnienia czy zachowania niezgodne z etyką. Liczne przykłady historyczne pokazują, że oświecony, mimo stanu oświecenia, może być jednocześnie alkoholikiem czy osobą wykorzystującą swoją pozycję do seksualnego obcowania ze swoimi uczniami. Mimo tak kontrowersyjnych zachowań nauka przez nich przekazywana może być prawdziwa i głęboka.

## Nauka a oświecenie
Psychologowie od czasów Junga przejawiali zainteresowanie fenomenem oświecenia.
Powstała nawet gałąź psychologii, psychologia transpersonalna, zajmująca się pokrewnymi tematami.
Niektórzy psychologowie uważają oświecenie za stan absolutnego zdrowia psychicznego. Inni, przeciwnie, dopatrują się w niektórych aspektach oświecenia (np. poczucie łączności z wszechświatem) odpowiedników w niektórych stanach psychotycznych (np. depersonalizacja, derealizacja, dysocjacja), przyrównując samo oświecenie do znanego w psychiatrii olśnienia schizofrenicznego. Jeszcze inni psychologowie nie wierzą w istnienie czegoś takiego jak oświecenie, lub uznają badanie go za niemożliwe.
Szeroko prowadzone badania nad skutkami medytacji nie dają jednak jakichkolwiek podstaw do uznania jej za szkodliwą dla zdrowia osób zdrowych psychicznie. Wręcz przeciwnie, potwierdzono, iż jest ona skuteczną metodą terapeutyczną i nie stwarza zagrożeń dla normalnych ludzi oraz neurotyków, choć odradza się jej praktykowanie osobom z poważnymi zaburzeniami psychicznymi.
Na poziomie psychologicznym brak zniekształceń w widzeniu świata postulowany w stanach oświecenia wydaje się być związany z rezygnacją z większości psychologicznych mechanizmów obronnych, takich jak racjonalizacja, zachowania histeryczne, zachowania obsesyjno-kompulsyjne. Zachowania te bowiem chronią naszą pozytywną wizję samych siebie (czyli to co buddyści nazywają ego) kosztem zafałszowania obrazu rzeczywistości. Uniknięcie ich pozwala być może na lepsze zrozumienie siebie i świata, i w konsekwencji zaniknięcie potrzeby ich stosowania.
Wydaje się również, że błogi spokój obserwowany u osób praktykujących medytację jest na poziomie neurologicznym związany ze zwiększoną produkcją serotoniny. Osoby ćwiczące długo zazen wykazują się zmianami w aktywności mózgu. Występuje wzmożona aktywność w lewym płacie czołowym mózgu. Ciągła uważność jest fenomenem związanym z obserwowanym zanikiem habituacji.
Przeważająca większość prac naukowych dotyczących medytacji i oświecenia dotyczy tzw. medytacji transcendentalnej. Badania te były jednak w olbrzymiej większości finansowane przez organizację czerpiącą zyski z kursów medytacji transcendentalnej i jako takie nie są zbyt wiarygodne.

### Punkt widzenia memetyki
Memetyk Richard Brodie w książce „Wirus umysłu” przedstawił jeszcze inny pogląd – zen i inne drogi do oświecenia mają być szczególnymi rodzajami memów, metamemami które pozwalają oczyścić umysł z wirusów umysłu, którymi został zainfekowany. Tym samym stan oświecenia byłby stanem, w którym na umyśle nie pasożytują żadne memetyczne wirusy. Poczucie własnego „ja” ma również być memem, którego uczymy się około drugiego roku życia i którego poprzez medytację można się pozbyć.
Pomysł Brodiego, dość kontrowersyjny, poruszony został także przez Susan Blackmore w „Maszynie memowej”, stanowi jednak jedynie ciekawy punkt widzenia, ale nie jest rozwijany w obrębie memetyki. Paradoksalnie sam mem „zen” może być także traktowany jako wirus umysłu, a jednostki mogą ponosić znaczne koszty jeżeli chodzi o potrzebę „oczyszczania umysłu”.